# 荒川祥範
荒川 祥範（あらかわ よしのり、1975年10月22日）は、日本のプロスノーボーダー。

## 来歴
東京都板橋区出身。14歳からスキーを始め、中学校卒業時の将来の夢はプロスキーヤーになることだった。

スノーボードは、高校生の時に所属していたスキー部の部長に強制的にやらされた事がきっかけである。当時はスノーボードをやっている者も少なく、滑り方も分からなかったため独学で練習していた。

2002年（26歳）日本スノーボード協会が運営する第20回全日本スノーボード選手権 スノーボードクロス種目において3位入賞しプロ登録資格を獲得。同年、白馬乗鞍スキー場で開催されたプロツアーで8位入賞、JSBA年間ランキングにおいても2位となり、1シーズンで3つのプロ登録資格を獲得しプロ昇格。

2002年から2010年までの8年間、日本スノーボード協会公認プロとして活躍した。

2012年から競技復帰し、現在も第一線で活躍している。

## 主な戦歴
- 第1回八海山スノーボードクロス 優勝
- 第1回Human Cup SX種目 優勝
- 第20回JSBA南関東地区大会SX種目 一般男子 優勝
- 第20回JSBA全日本スノーボード選手権大会SX種目 一般男子 3位
- World Heli Challenge 2002 Chinese downhill 優勝
- SAJ北陸オープン2003スノーボードクロス 優勝
- PSA ASIAプロツアー2007 妙高杉ノ原スノーボードクロス 優勝
- ハンターズカップ2007スノーボードクロス 一般男子 優勝
- PSA ASIAプロツアー2008 車山クロスゲーム 優勝
- 第1回峰の原スノーボードクロス 一般男子 優勝
- KSBAクロスフェスタ 一般男子 優勝
- 第32回JSBA関東地区大会 SX 一般男子 優勝
- 第32回JSBA全日本スノーボード選手権大会 SX 一般男子 ４位
- ASIAメジャープロスノーボード選手権大会 ANSIN-LINK CUP 2014 一般男子 優勝
- KSBAクロスフェスタ2016 SX 一般男子 優勝
- 第36回JSBA東北地区大会 SX オープン男子 優勝
- 第36回JSBA全日本スノーボード選手権大会 SX オープン男子 3位

## 年間ランキング
- 2002年 JSBAランキング ２位
- 2003年 PSA ASIAプロツアーランキング
- 2004年 PSA ASIAプロツアーランキング
- 2005年 PSA ASIAプロツアーランキング
- 2006年 PSA ASIAプロツアーランキング ２位
- 2007年 PSA ASIAプロツアーランキング ５位
- 2008年 PSA ASIAプロツアーランキング ２位
- 2009年 PSA ASIAプロツアーランキング ３６位
- 2010年 PSA ASIAプロツアーランキング ３１位
- 2011年 活動中止
- 2012年 JSBAランキング ４位
- 2013年 JSBAランキング ６位
- 2014年 JSBAランキング ４位
- 2015年 活動中止
- 2016年 JSBAランキング 117位
- 2017年 活動中止
- 2018年 JSBAランキング ６位

## スポンサー
Volkl, FLUX, Cross Five, Ride out, north peak, Revolt, Solda wax, VITORA（2010年当時）
※プロ引退後のスポンサー契約は無い

## セッティング
- レギュラースタンス
- スタンス幅 60cm
- アングル 前18度 後-6度

## 人物
2007年 - 2010年プロスノーボーダーズ アソシエイション アジア（PSA ASIA）の会長に就任。